# اندازه تأثیر
در آمار، اندازهٔ تأثیر اندازهٔ کمی قدرت یک پدیده است. نمونه‌ای از اندازهٔ تأثیر، ضریب همبستگی، ضریب رگرسیون، اختلاف میانگین، یا حتی خطر وقوع یک اتفاقی مانند تعداد افرادی که بعد از حمله قلبی جان سالم به در می‌برند تا فقط یک‌نفر بمیرد، می‌باشد. برای هر نوع اندازه تأثیر، یک قدر مطلق بزرگتر همواره تأثیری نیرومندتر را نشان می‌دهد. اندازه آثارها، آزمون فرض آماری را تکمیل و نقش مهمی در آنالیز توان آماری، اندازه نمونه، و فراتحلیل ایفا می‌کنند.
به ویژه در فراتحلیل که هدف ترکیب اندازه تأثیرهای چندگانه است، خطای استاندارد اندازه تأثیر اهمیتی حیاتی دارد. هنگام ترکیب مطالعات، خطای استاندارد اندازه تأثیر در یافتن اندازه تأثیر مهم است، لذا مطالعات بزرگ‌تر اهمیت بیشتری نسبت به مطالعات کوچک دارند. خطای استاندارد اندازه تأثیر برای انواع مختلف اندازه تأثیر ه شکل جداگانه‌ای اندازه‌گیری می‌شود، اما در حالت عمومی نها اطلاع از تعداد نمونه (N) یا تعداد مشاهده شده در هر گروه (n’s) مورد نیاز است.
در بسیاری از رشته‌ها، هنگام نمایش یافته‌های تحقیقات تجربی، گزارش اندازه تأثیر کاری خوب به حساب می‌آید. گزارش اندازه تأثیر، تفسیر مفهوم حقیقی نتایج تحقیق را آسان می‌کند. اندازه تأثیر در تحقیقات اجتماعی و پزشکی، حائز اهمیت است. مقادیر نسبی و مطلق اندازه تأثیر، اطلاعات متفاوتی را می‌رساند، و می‌توان از آن‌ها به‌طور مکمل استفاده کرد. یک نیروی کار برجسته در جامعه تحقیقات روان‌پزشکی توصیه می‌کند:
همواره برای نتایج اصلی، اندازه تأثیر را گزارش کنید... اگر واحدهای اندازه‌گیری در سطح عملی معنادار باشند (مثلاً تعداد سیگارهایی که در روز مصرف می‌شود)، ما اغلب از یک اندازه غیر استاندارد (ضریب رگرسیون یا اختلاف میانگین) تا یک مقدار استاندارد (r یا d) استفاده می‌کنیم.

## بررسی اجمالی

### اندازه تأثیرجامعه آماریو نمونه
یک اندازه تأثیر می‌تواند به مقدار یک آمار محاسبه شده از نمونه‌ای از داده، مقدار یک پارامتر از یک جامعه آماری فرضی؛ یا معادله چگونگی هدایت تأثیر اندازه به دست آمار و پارامترها اشاره داشته باشد. قراردادهای تمایز نمونه اندازه تأثیر از جامعه، دارای روش‌های استاندارد آماری می‌باشد (یک روش رایج استفاده از حروف لاتین مانند ρ برای تعیین پارامترهای جمعیت و حروفی مانند r برای تعیین آمارهای مربوطه می‌باشد؛ به‌طور جایگزین، می‌توان روی پارامتر جمعیت یک "هشت کوچک" قرار داد، برای مثال {\displaystyle {\hat {\rho }}}، تخمین پارامتر {\displaystyle \rho } است)